# Josef Majer
Josef Majer (8 giugno 1925 – Kladno, 14 ottobre 2013) è stato un calciatore cecoslovacco, di ruolo attaccante.

## Palmarès

### Individuale
- Capocannoniere del campionato cecoslovacco: 2

1951 (16 gol), 1953 (13 gol)